# Famille de Montmorin de Saint-Hérem
Pour les articles homonymes, voir Montmorin.
La famille de Montmorin de Saint-Hérem est une famille éteinte de la noblesse française.
Son nom a été relevé par la famille d'Aurelle en 1816 d'où la famille d'Aurelle de Montmorin de Saint-Hérem qui est une famille de la noblesse française subsistante.

## Histoire
La famille de Montmorin de Saint-Hérem est une famille d’extraction chevaleresque originaire d'Auvergne dont la famille d'Aurelle fut autorisée à relever le nom par ordonnance du roi Louis XVIII en date du 16 octobre 1816, après le mariage de Jean Simon Narcisse d'Aurelle des Cornais et Louise de Montmorin de Saint-Hérem en 1807.
La famille possédait notamment les châteaux de Vollore, Montmorin, Châteauneuf et Villeneuve.
La famille d'Aurelle descend de Pons Aurèle qui fut anobli en 1612.

## Personnalités
- Jean de Montmorin, évêque d'Agde de 1440 à 1448 ;
- François de Montmorin-Saint-Hérem, au XVIe siècle ; gouverneur de l'Auvergne.
- Gaspard de Montmorin-Saint-Hérem, au XVIe siècle ; fils du précédent ; gouverneur de l'Auvergne.
- Louis Victoire Lux de Montmorin-Saint-Hérem, colonel du régiment de Flandre, meurt massacré pendant la Révolution française (1762 - 1792)[20],[21]. ;
- Armand de Montmorin (1643-1713)[22] évêque de Die, puis archevêque de Vienne (Dauphiné) ;
- Joseph-Gaspard de Montmorin de Saint-Hérem, évêque d'Aire de 1711 à 1723 ;
- Gilbert Gaspard de Montmorin de Saint-Hérem (1691-1770), évêque de Langres ;
- Armand Marc de Montmorin Saint-Hérem, diplomate et homme politique français (1745 - 1792) ;
- Pauline de Montmorin de Saint Herem, comtesse de Beaumont d'Auty, fille du précédent (1768-1803), égérie de Chateaubriand.

## Portraits

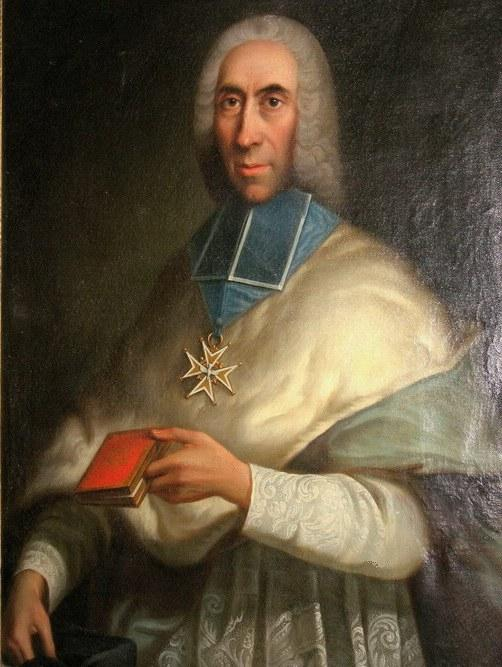
Gilbert Gaspard de Montmorin de Saint Hérem (1691-1770), évêque de Langres
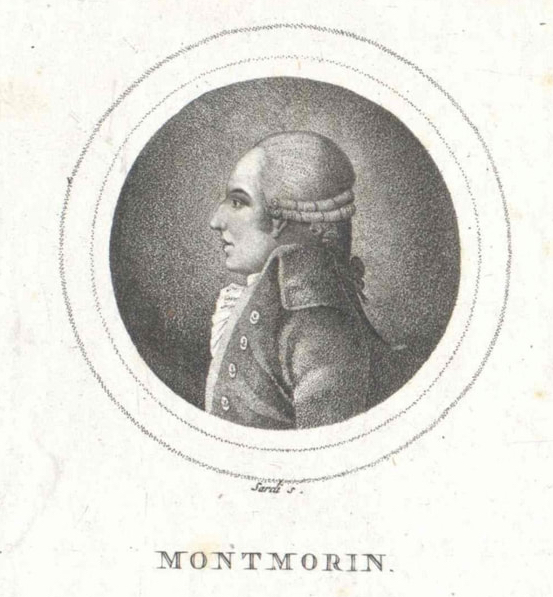
Armand Marc de Montmorin Saint-Hérem, diplomate et homme politique français (1745 - 1792) ;
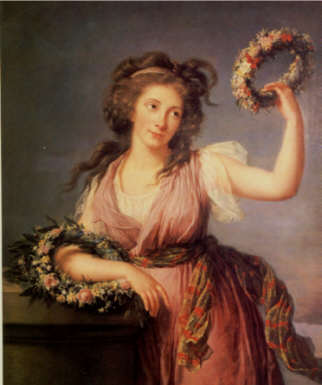
Pauline de Montmorin de Saint Herem comtesse de Beaumont